# 闷杀
闷杀，象棋中的杀招。一方将军使对方將軍因被己方棋子堵住而无路可走。

## 堵塞
在特殊情況下，利用對方雙仕自行阻塞，令其將軍的的自由度受到限制，把對方將軍在九宮原來的位置加以捕殺。	